# Хайнрих Густав Магнус
Хайнрих Густав Магнус (на немски: Heinrich Gustav Magnus) е германски експериментален учен. Знанията му са в областта на химията, но късните му изследвания са главно в областта на физиката. Прекарва по-голямата част от кариерата си в Берлинския университет, където става известен с лабораторните си занимания и оригинални изследвания.

## Биография
Магнус е роден в Берлин в еврейско семейство. Баща му е заможен търговец. Като малък получава частно образование по математика и природни науки. В Берлинския университет учи химия и физика в периода 1822 – 1827 г., като през 1827 г. защитава докторската си дисертация, засягаща телура. Негов ментор е Айлхард Мичерлих. След това заминава в Стокхолм, където работи в продължение на година в лабораторията на Йонс Берцелиус. След това работи една година в Париж в лабораторията на Луи Жозеф Гей-Люсак и Луи Жак Тенар. Така той разполага с първокачествено образование по експериментална наука, когато през 1831 г. е назначен за лектор по физика и технологии в Берлинския университет. През 1834 г. е повишен на асистент, а през 1945 г. вече е пълноправен професор, като по-късно е избран и за декан на факултета.
Като преподавател в Берлинския университет, успехът му е бърз и необичаен. Неговият разбираем стил и съвършеността на експериментите му привличат тълпи от ентусиазирани студенти. Впоследствие намира време да провежда ежеседмични събеседвания в дома си, включващи въпроси по физика, задавани от тесен кръг млади студенти. Освен това, лабораторията на Магнус е една от най-добре оборудваните в света по това време, особено през 1840-те години. Това се дължи на паричното му наследство, фокусът му върху опитите в химията и физиката и оскъдността на другите лаборатории в Европа. От неговата лаборатория се възползват Рудолф Клаузиус, Херман Хелмхолц и Густав Видеман. По-късно, лабораторията на Магнус, която е частна, е интегрирана в Берлинския университет.

## Научна дейност
Магнус публикува 84 труда в различни списания. Научните му открития са непрекъснати: първият му мемоар е издаден през 1825 г., когато е все още студент, а последният се появява малко след смъртта му през 1870 г. От 1825 до 1833 г. той се занимава главно с химически изследвания. Така той открива първия платино-амониев клас съединения. Той идентифицира няколко киселини и техните соли (сред които е и йодната киселина). Той наблюдава намаляването на плътността у гранат и везувианит при топене. Изследва абсорбирането на газовете в кръвта, топлинното разширение на газовете, паровото налягане на водата и различни разтвори, термоелектрическия ефект, електролизата на метални соли в разтвор, електромагнитната индукция на тока, абсорбиране и топлопроводимост в газове, поляризация на топлината и отклоняването на проектилите от огнестрелни оръжия (ефект на Магнус). След 1861 г. той се концентрира върху свойствата на газовете и парите, както и върху топлинните ефекти, пораждани от кондензацията на влага върху твърди повърхности.

## Личен живот
Магнус е женен от 1840 г. за Берта Хумблот, потомка на френска хугенотска фамилия. От нея има един син и две дъщери. Впоследствие той приема протестантството. Брат му, Едуард Магнус (1799 – 1872), е известен художник. Хайнрих Густав Магнус умира на 4 април 1870 г. в Берлин.